# Břestovec
Břestovec (Celtis) je rod rostlin z čeledi konopovité. Jsou to opadavé nebo stálezelené dřeviny se střídavými jednoduchými listy charakteristického tvaru a drobnými bezkorunnými květy, které jsou opylovány větrem nebo hmyzem. Plodem je drobná peckovice. Plody břestovců vyhledávají ptáci.  Rod zahrnuje asi 70 druhů a je rozšířen na všech kontinentech od mírného pásu po tropy. V jižní Evropě rostou 3 původní druhy, nejznámější je břestovec jižní.
Břestovce jsou vysazovány jako okrasné dřeviny, v České republice je nejčastěji pěstován severoamerický břestovec západní. Některé druhy jsou těženy pro dřevo nebo mají význam v domorodé medicíně. 
V minulosti byl rod řazen do čeledi jilmovité nebo spolu s několika dalšími příbuznými rody do čeledi břestovcovité. Později byla tato skupina rodů na základě výsledků fylogenetických studií přeřazena do čeledi konopovité.

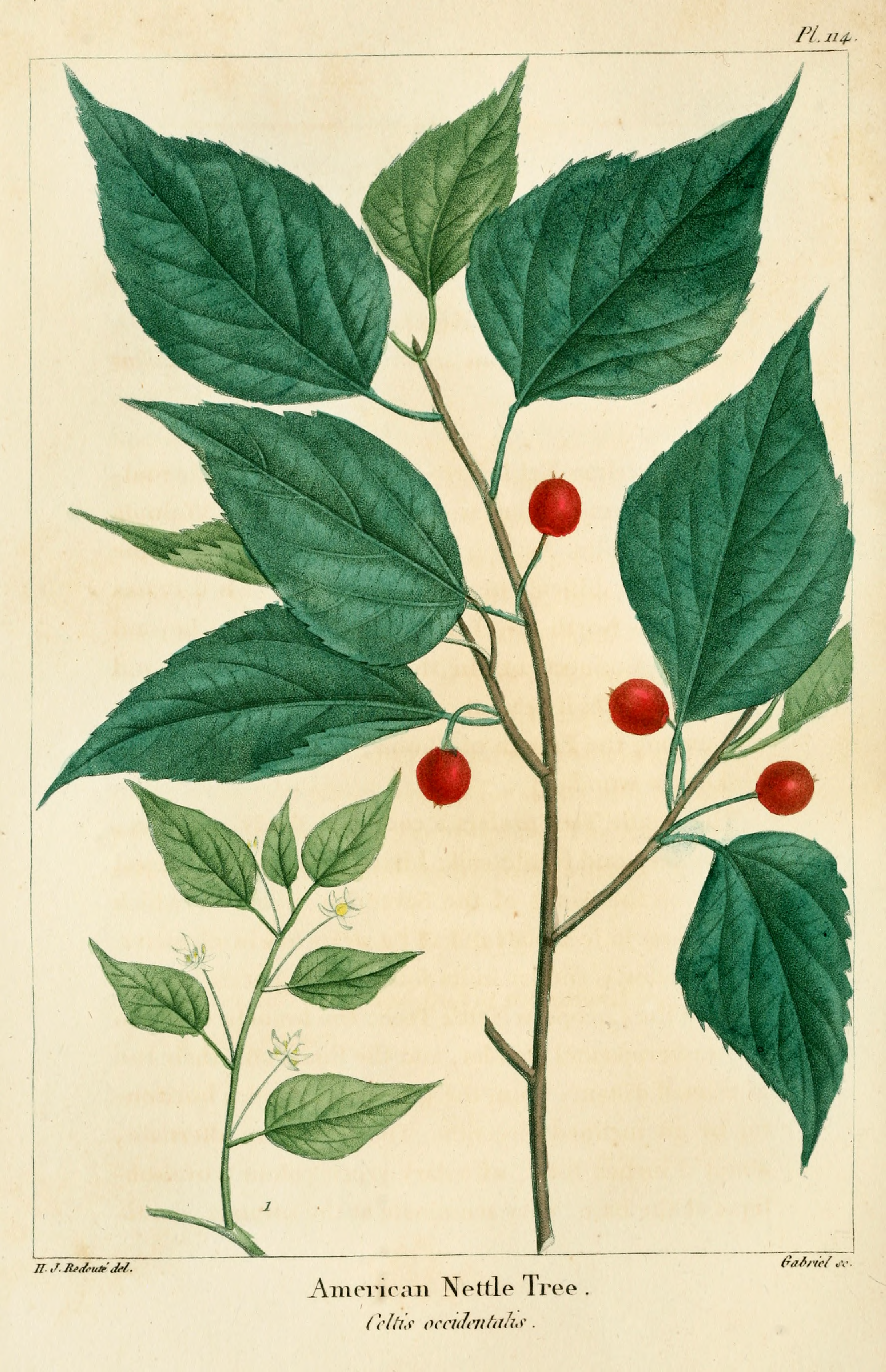
Botanická ilustrace břestovce západního z roku 1819

## Popis
Břestovce jsou převážně jednodomé (někdy polygamní), opadavé nebo stálezelené stromy a keře, někdy i dřevnaté liány (např. Celtis iguanaea z tropické Ameriky). Stromovité tropické druhy mohou dorůst výšky až 45 metrů a často mají opěrné pilíře u paty kmene. Řada druhů má na větévkách zahnuté trny, jiné jsou beztrnné. Listy jsou jednoduché, střídavé, dvouřadě rozložené, celokrajné nebo s pilovitým okrajem a často s asymetrickou bází. Žilnatina je nejčastěji od báze trojžilná, řidčeji dlanitá nebo zpeřená. Palisty jsou postranní, volné. Květy jsou drobné, stopkaté, jedno nebo oboupohlavné. Samičí bývají jednotlivé nebo v chudých svazečcích, samčí obvykle ve latovitých nebo hroznovitých květenstvích. Kalich je pětičetný nebo řidčeji čtyřčetný, mělce až hluboce laločnatý, koruna chybí. Tyčinek bývá stejný počet jako kališních cípů a jsou přirostlé k okraji zřetelného disku. Semeník je vejcovitý a přisedlý, nesoucí dvě volné čnělky s bliznovým povrchem na vnitřní straně. V samičích květech bývají přítomna sterilní staminodia. Plodem je kulovitá nebo vejcovitá peckovice s tenkou pevnou slupkou, sliznatou dužnatou a tvrdou, tlustostěnnou peckou (endokarpem).

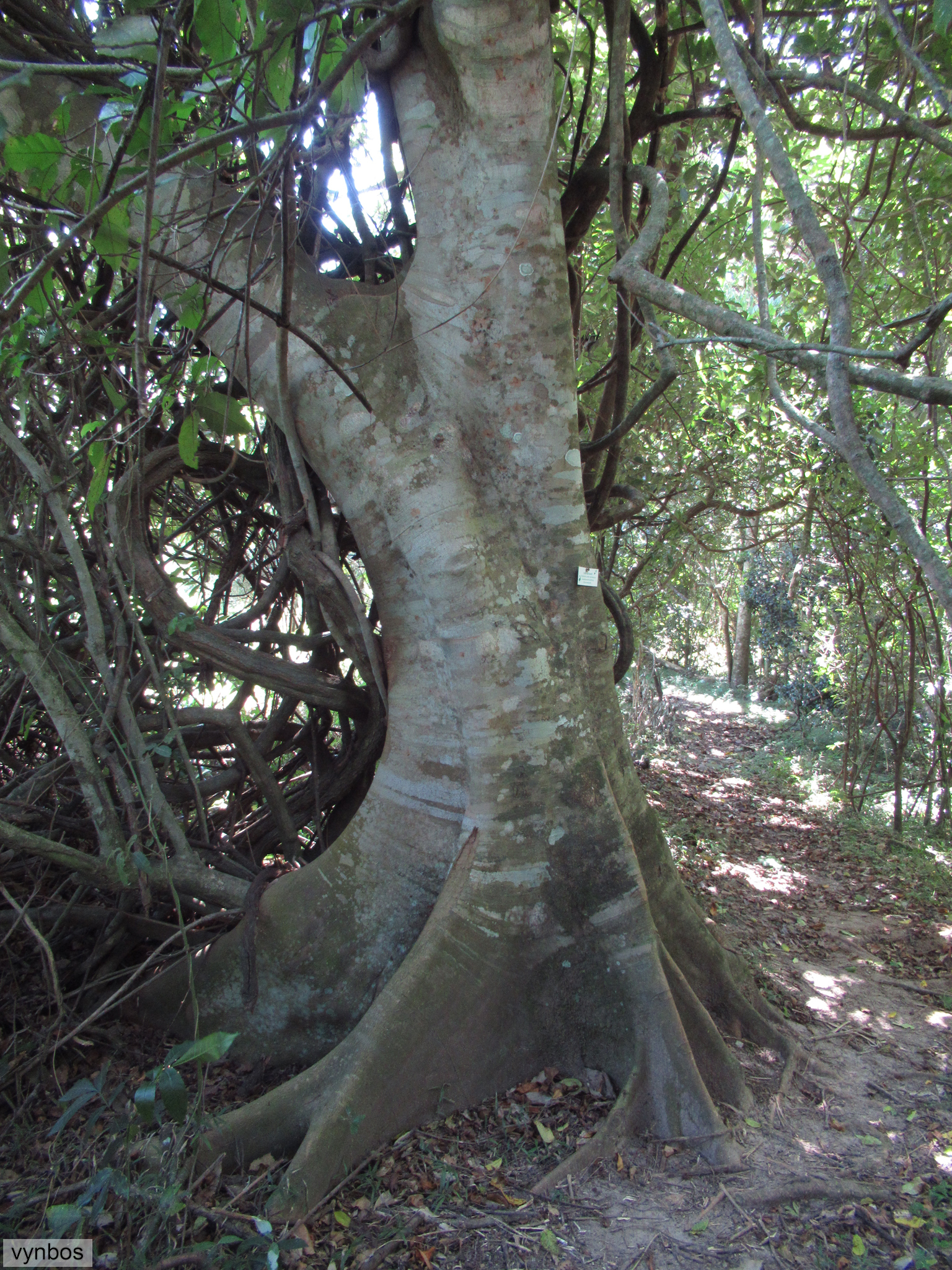
Kmen Celtis gomphophylla s kořenovými náběhy
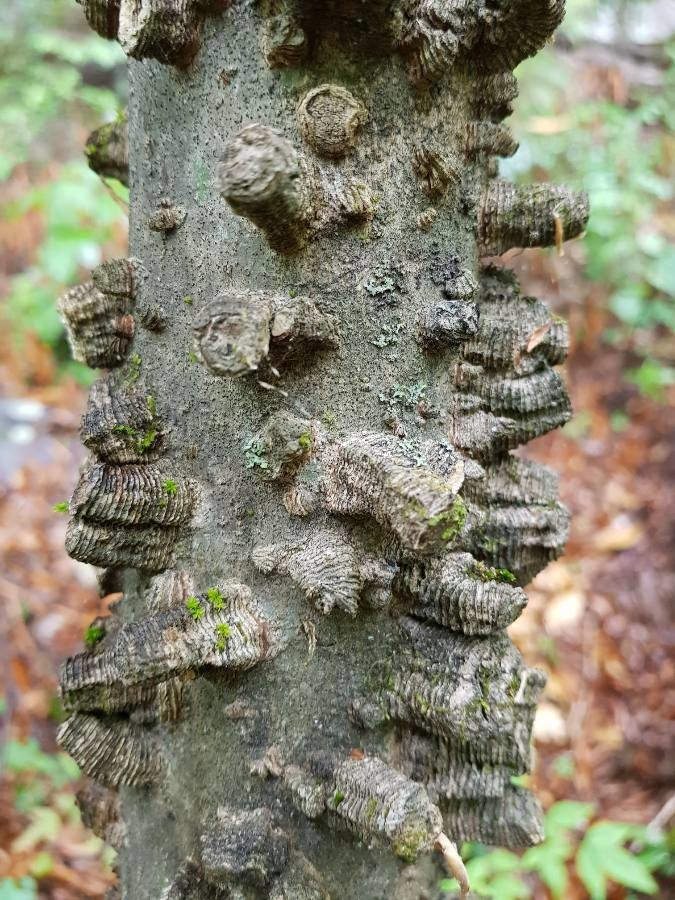
Borka břestovce hladkého (Celtis laevigata)
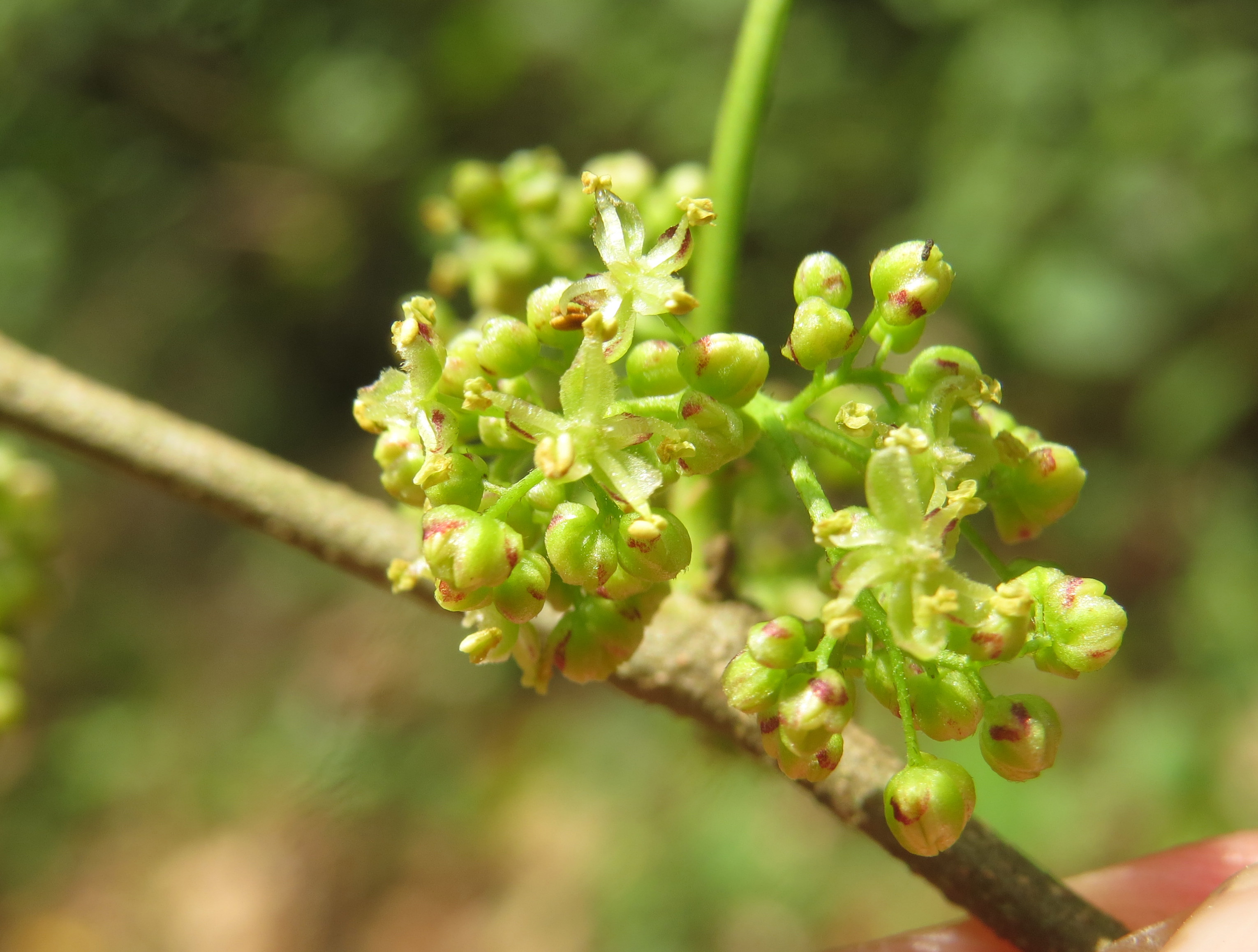
Květenství břestovce timorského (Celtis timorensis)
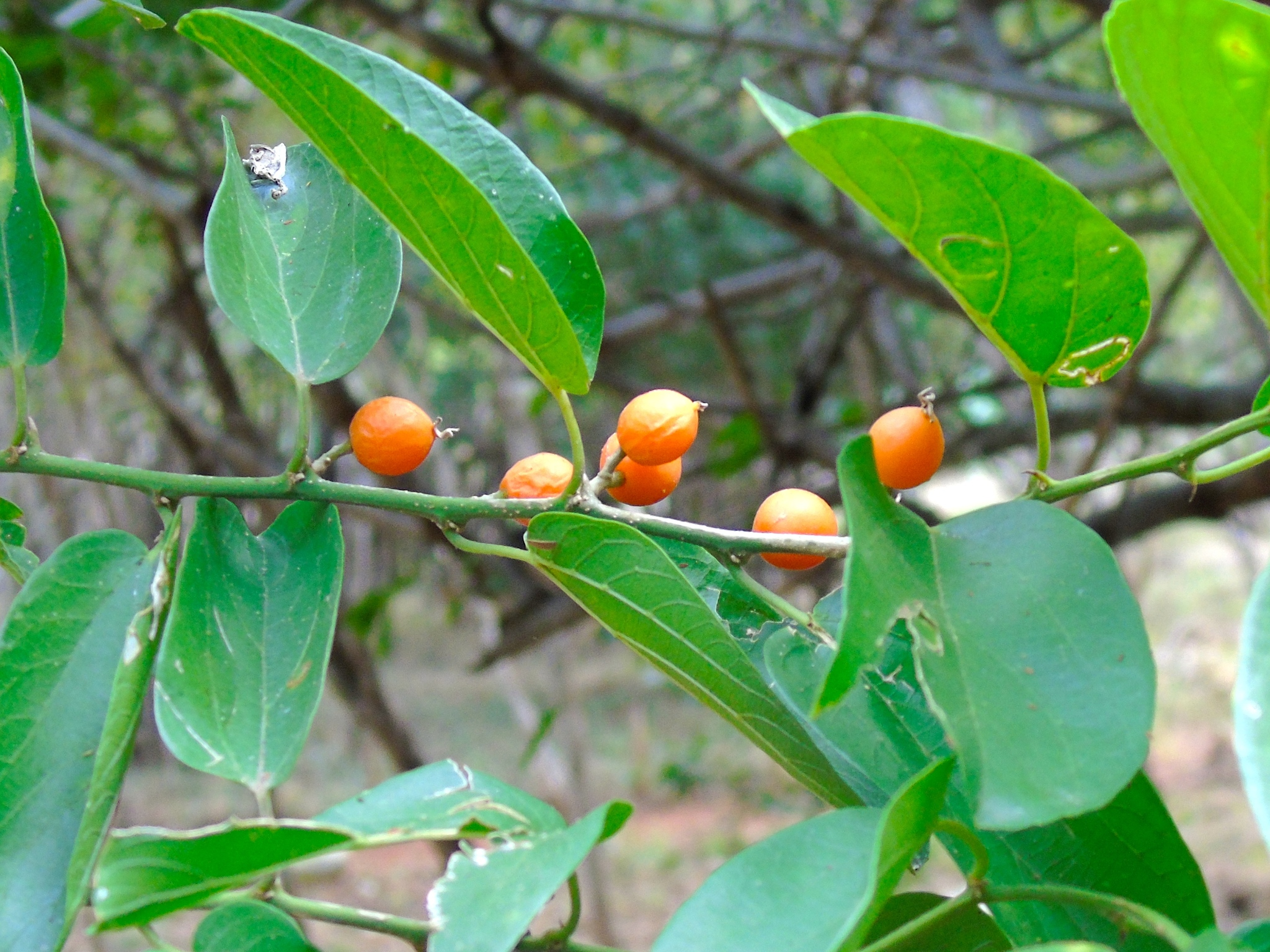
Větévka liánovitého druhu Celtis iguanaea s plody

## Rozšíření
Rod břestovec zahrnuje asi 65 až 73 druhů a je zastoupen na všech kontinentech. Je rozšířen od teplejších oblastí mírného pásu až po tropy. Ve Starém světě sahá areál rodu od jižní Evropy a převážné většiny Afriky přes Arábii, jižní a Střední Asii po Japonsko a Koreu a přes Indočínu a jihovýchodní Asii až po Austrálii a Tichomoří. Chybí na Novém Zélandu a Tasmánii. V Americe se břestovce vyskytují od východní Kanady přes USA, Mexiko, Střední Ameriku a Karibik až po severní Argentinu.
V Evropě jsou domácí tři druhy břestovce, do České republiky žádný z nich nezasahuje. Břestovec jižní je rozšířen v celém Středomoří a zasahuje až na Kavkaz. V jihovýchodní Evropě rostou dále druhy Celtis planchoniana a Celtis tournefortii.
V některých evropských zemích roste zdomácněle i severoamerický břestovec západní.
V tropech rostou břestovce v primárních i sekundárních tropických deštných lesích, v poloopadavých lesích, při okrajích savan, ale například v jihoamerických Andách či subsaharské Africe i jako součást horských lesů. Některé druhy dosahují v tropických pralesích korunního patra, zatímco jiné náleží mezi podrostové dřeviny.

## Ekologické interakce
Květy břestovců jsou opylovány buď větrem nebo hmyzem, případně oběma způsoby. Semena jsou adaptována na šíření ptáky, kteří vyhledávají plody jako potravu. Mohou se však šířit i vodou, neboť tvrdá a trvanlivá pecka chrání embryo před účinky vody.
Břestovce jsou v různých částech světa živnými rostlinami housenek široké škály různých druhů motýlů zejména z čeledi babočkovití, dále lišajovitých a martináčovitých, a rovněž široké palety různých drobnějších druhů můr.
Trny na větévkách řady druhů chrání rostliny před býložravci. Liánovitému druhu Celtis iguanaea z tropické Ameriky slouží zahnuté trny jako opora ke šplhání.

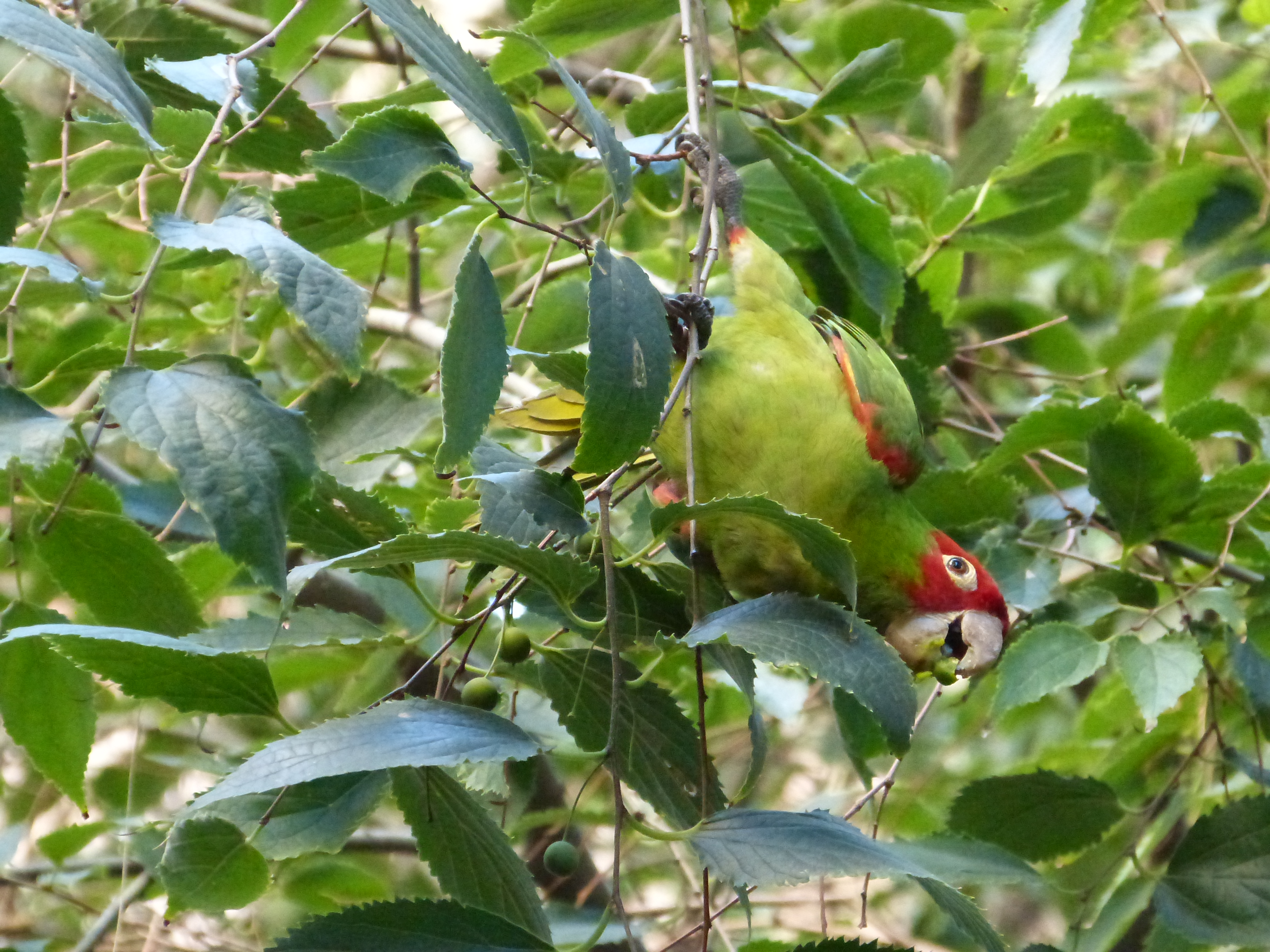
Aratinga červenolící na plodech břestovce jižního
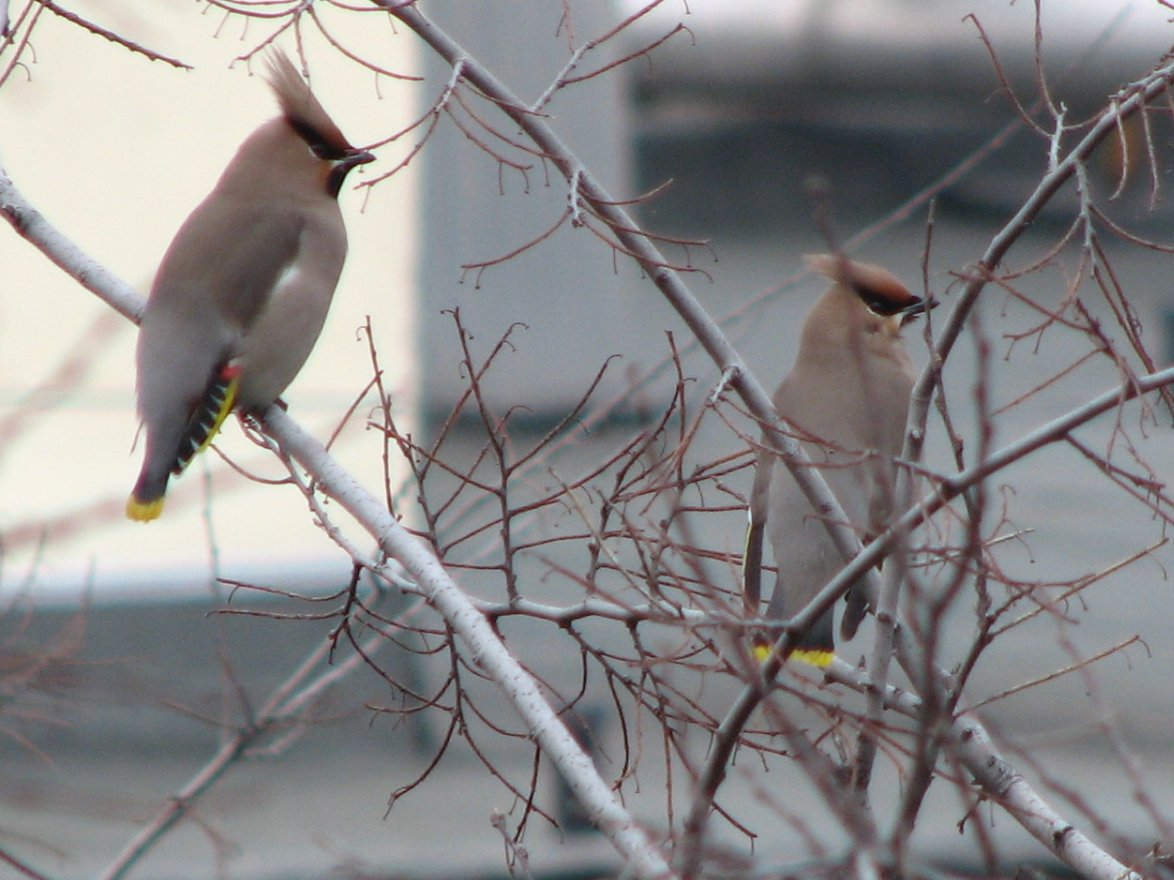
Brkoslav severní na břestovci západním
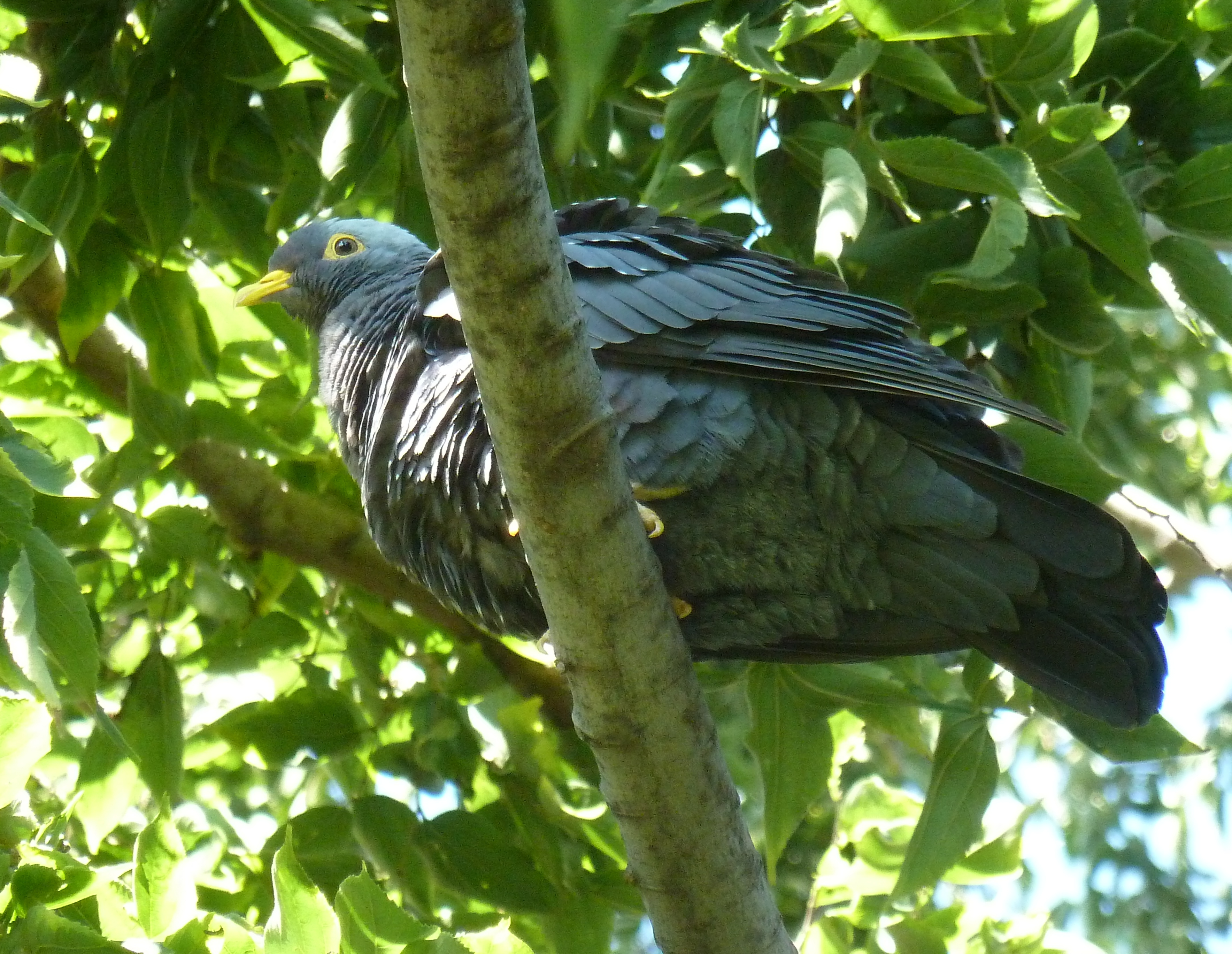
Africký holub olivový na břestovci
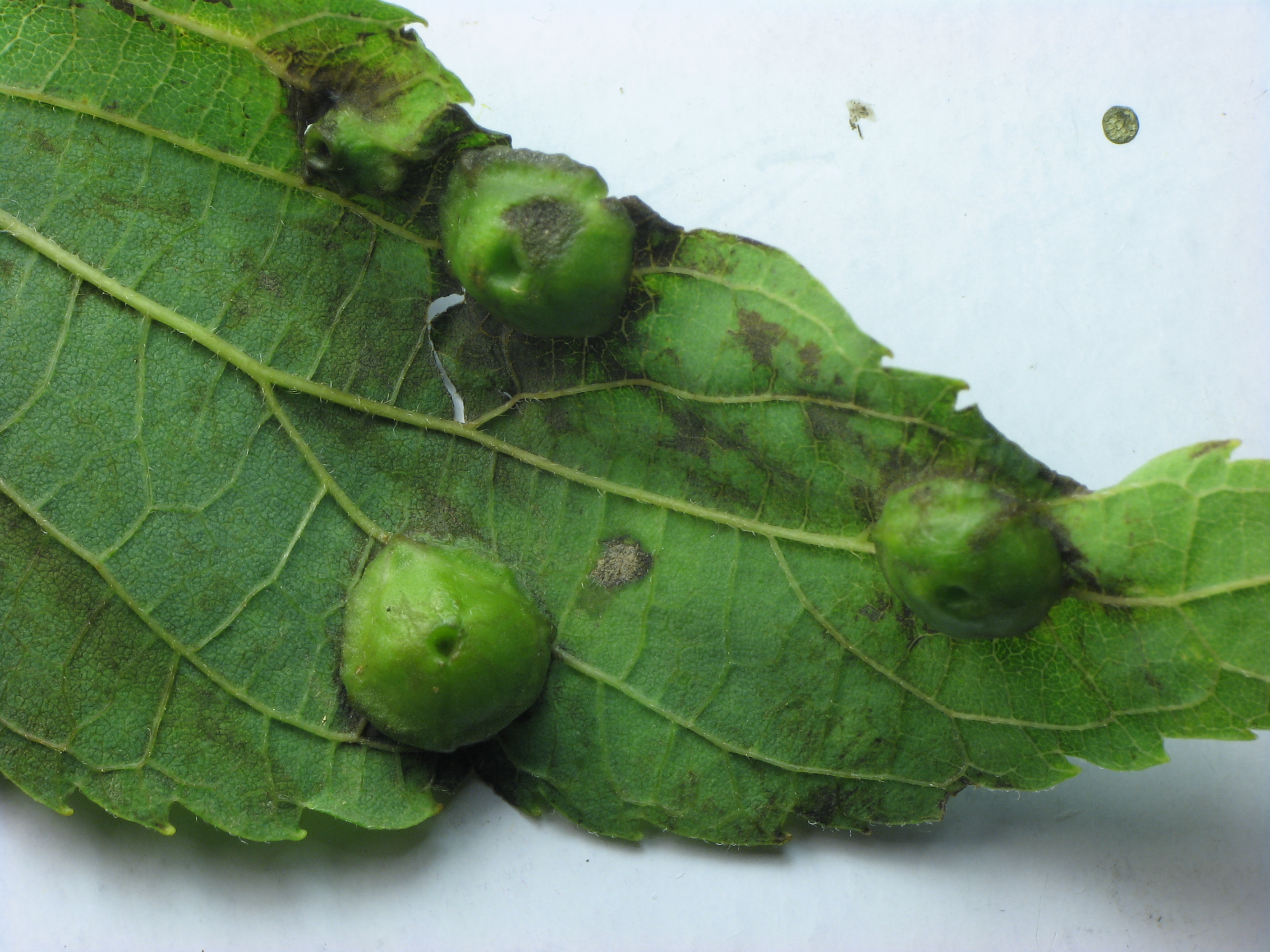
Hálky Pachypsylla celtidisumbilicus na listu břestovce západního

## Prehistorie
Nejstarší známé fosílie (otisky listů a zkamenělé pecky plodů) rodu břestovec pocházejí z období paleocénu a byly nalezeny v USA a východní Asii. Druh byl nejprve popsán jako kalina (†Viburnum asperum), v roce 2002 byl rozpoznán jako druh břestovce a přejmenován na †Celtis aspera. Největší počet nálezů různých zástupců rodu pochází z miocénu.
Fosílie různých druhů třetihorního stáří jsou nacházeny i v České republice, např. v mostecké a sokolovské uhelné pánvi.

## Obsahové látky
Břestovce nepatří co do obsahu biologicky účinných látek mezi důležité rostliny a nejsou ani uváděny mezi jedovatými rostlinami. U břestovce hladkého (Celtis laevigata) byl zjištěn obsah steroidů (β-sitosterol, stigmasterol) a triterpenoidů (moretenol).

## Taxonomie
Rod Celtis byl tradičně řazen do čeledi Ulmaceae (jilmovité), případně spolu s několika dalšími příbuznými rody (Pteroceltis, Parasponia, Lozanella, Ampelocera, Trema, Aphananthe, Gironniera, Chaetachme) do samostatné čeledi Celtidaceae. Později byl na základě výsledků fylogenetických studií spolu s ostatními výše zmíněnými rody přeřazen do čeledi Cannabaceae (konopovité). 
Rod Celtis náleží k vzhledem k velké vnitrodruhové variabilitě k taxonomicky obtížným skupinám, s čímž souvisí i velký počet synonymních názvů pro různé druhy.

## Zástupci
- břestovec africký (Celtis africana)
- břestovec Biondův (Celtis biondii)
- břestovec Bungeův (Celtis bungeana)
- břestovec čínský (Celtis sinensis)
- břestovec Douglasův (Celtis douglasii)
- břestovec filipínský (Celtis philippensis)
- břestovec hladký (Celtis laevigata)
- břestovec jemnolistý (Celtis tenuifolia)
- břestovec jezovský (Celtis jessoensis)
- břestovec jižní (Celtis australis)
- břestovec Juliin (Celtis julianae)
- břestovec kavkazský (Celtis caucasica)
- břestovec korejský (Celtis koraiensis)
- břestovec latnatý (Celtis paniculata)
- břestovec Lindheimerův (Celtis lindheimeri)
- břestovec lysý (Celtis glabrata)
- břestovec síťkovaný (Celtis reticulata)
- břestovec širolistý (Celtis latifolia)
- břestovec timorský (Celtis timorensis)
- břestovec Tournefortův (Celtis tournefortii)
- břestovec trojkvětý (Celtis triflora)
- břestovec třešňový (Celtis cerasifera)
- břestovec západní (Celtis occidentalis)[17][18]

## Význam

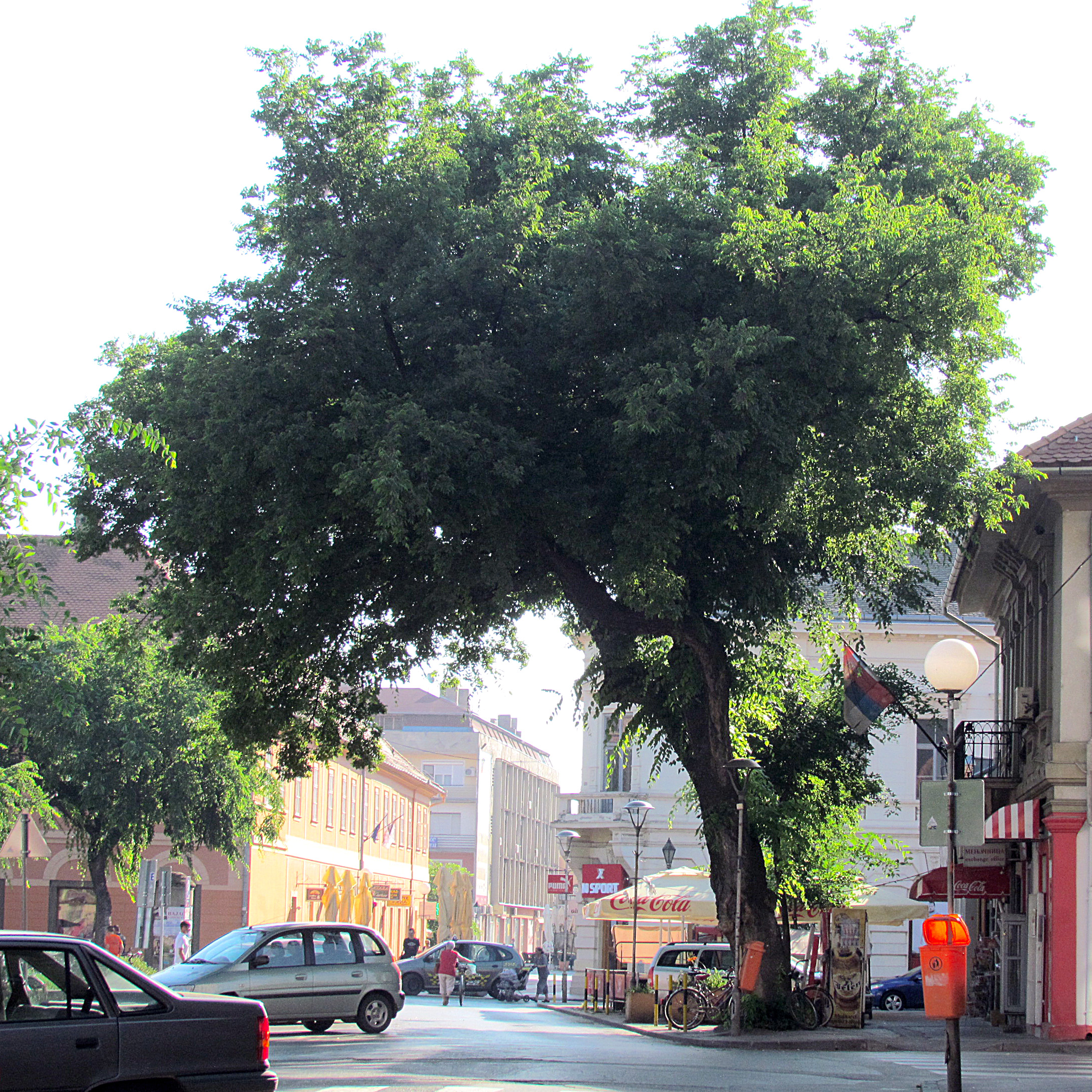
Břestovec západní jako okrasná dřevina v srbském městě Sombor

Břestovce jsou občas pro pěkný vzhled a zajímavé olistění vysazovány jako okrasné dřeviny. V České republice je pěstován zejména břestovec západní a břestovec jižní, řidčeji i jiné druhy pocházející z mírného pásu (břestovec čínský, břestovec jezovský, břestovec kavkazský, břestovec síťkovaný aj.). Jsou to ceněné dřeviny pro větší sadovnické úpravy, v teplejších oblastech České republiky jsou využitelné i na městská stromořadí. Do menších zahrad se pro své rozměry příliš nehodí.
Některé druhy jsou využívány v tradičním lékařství. Všechny části břestovce jižního jsou používány při lepře. Plody mají svíravé působení a podávají se při těžkém menstruačním krvácení, kolikách, průjmech, úplavici a žaludečních vředech. Odvar z kůry břestovce západního se podává při bolestech v krku. V asijské tradiční medicíně jsou využívány také druhy Celtis tetrandra, Celtis philippensis, Celtis hildebrandii a Celtis timorensis.
Dřevo břestovců je bledě žluté až nažloutle hnědé, lehké až středně těžké, poměrně dobře opracovatelné a nepříliš trvanlivé. Podobá se dřevu jasanu nebo  jilmu. Dřevo severoamerického břestovce západního je obchodováno pod názvem hackberry, dřevo afrických druhů zejména pod názvem ohia. Používá se ke stavebním účelům, na vnitřní obložení, nábytek, okenní parapety, schodiště, podlahy a podobně. také na násady, sportovní náčiní, dýhy a překližky.
Ve Francii se ze dřeva břestovce jižního tradičně vyráběly trojzubé vidle. Tradice sahá až do 12. století.
Některé druhy břestovců mají jedlé plody.
Mdle sladké plody břestovce jižního o velikosti menších třešní se těší oblibě zejména v Řecku a ve Španělsku. Rovněž plně dozrálé plody břestovce západního jsou jedlé.
Sladké jedlé plody datlové chuti má i severoamerický břestovec hladký (Celtis laevigata).

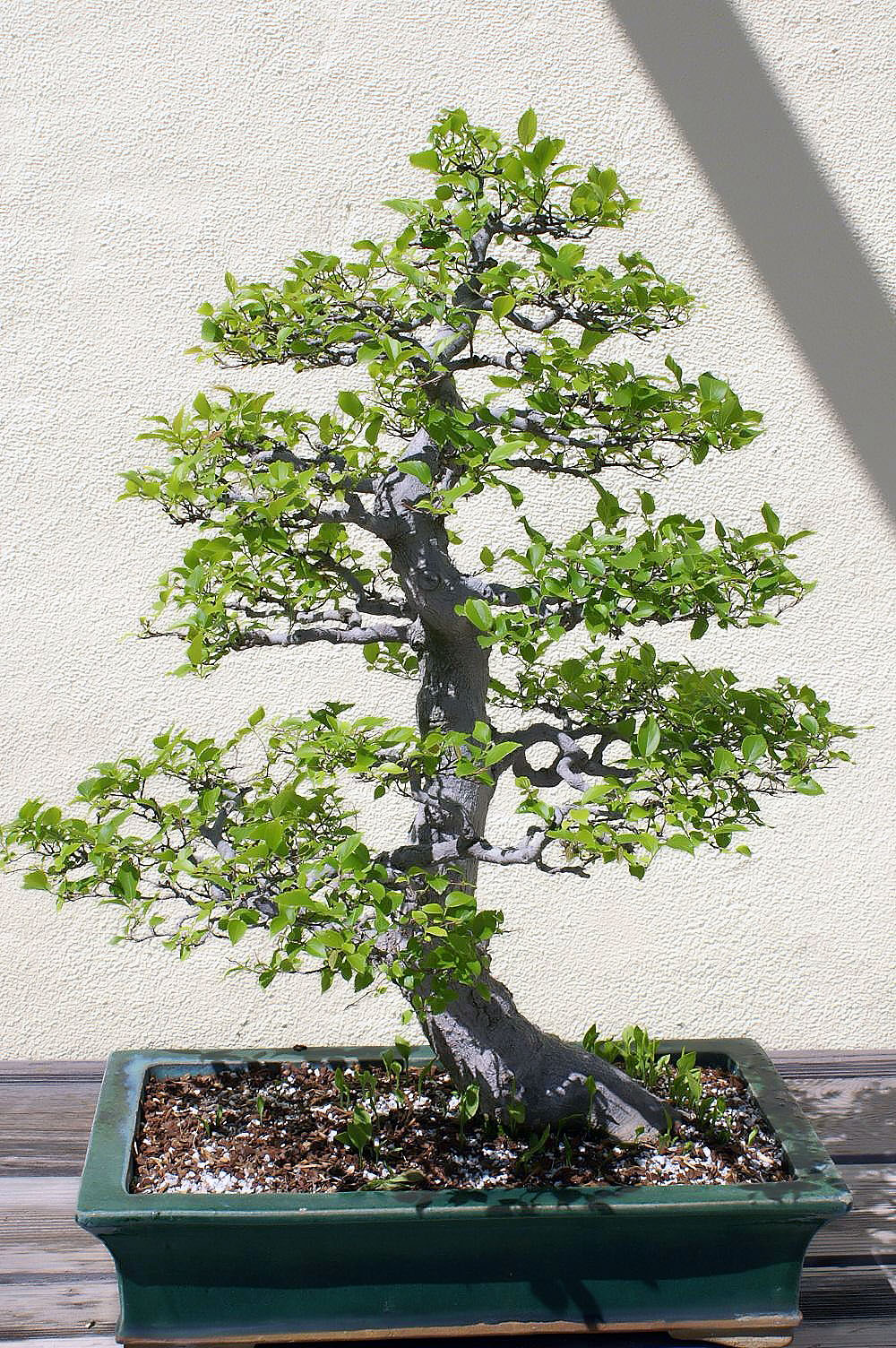
Bonsaj z břestovce čínského
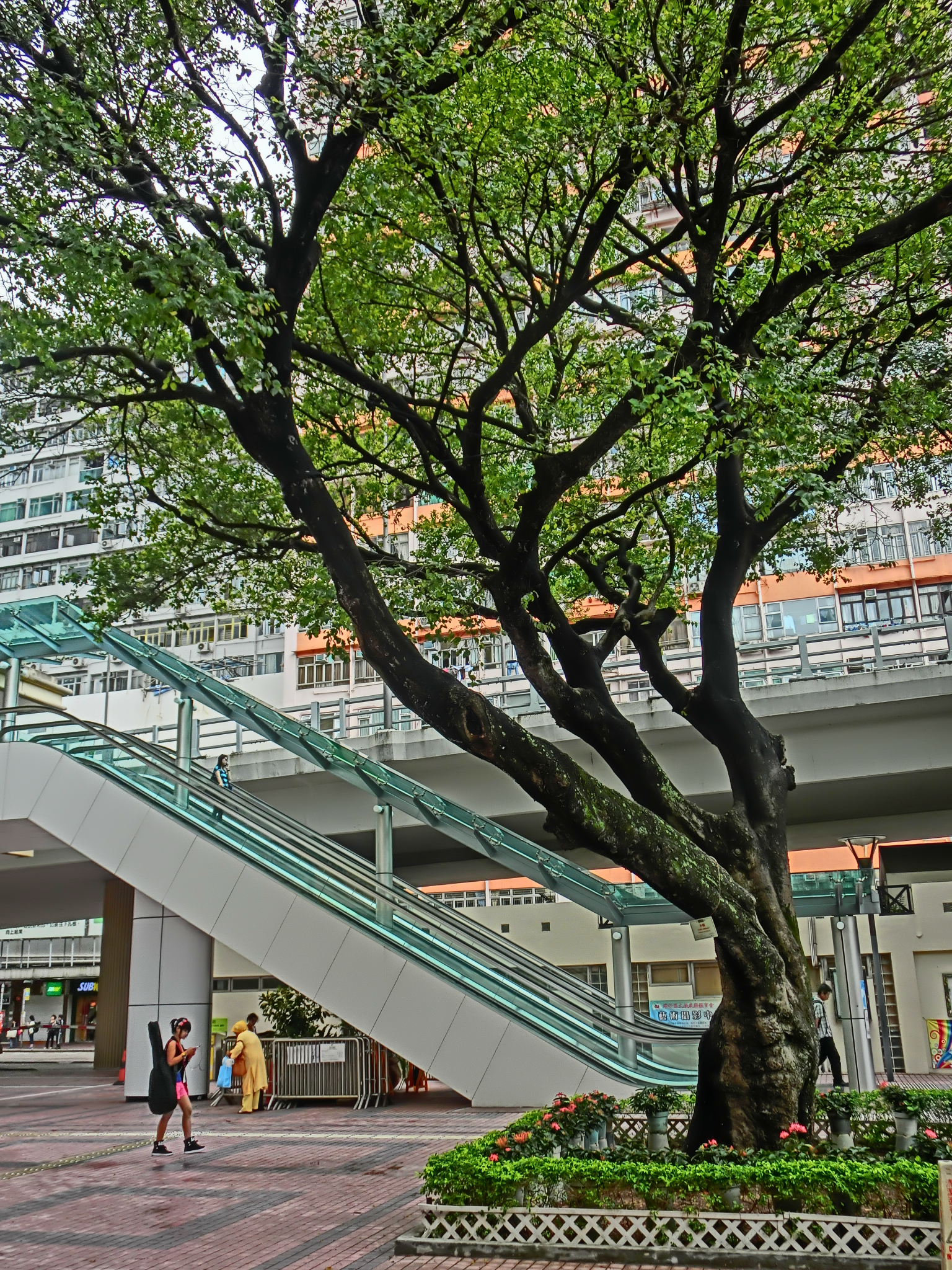
Břestovec čínský v Hongkongu
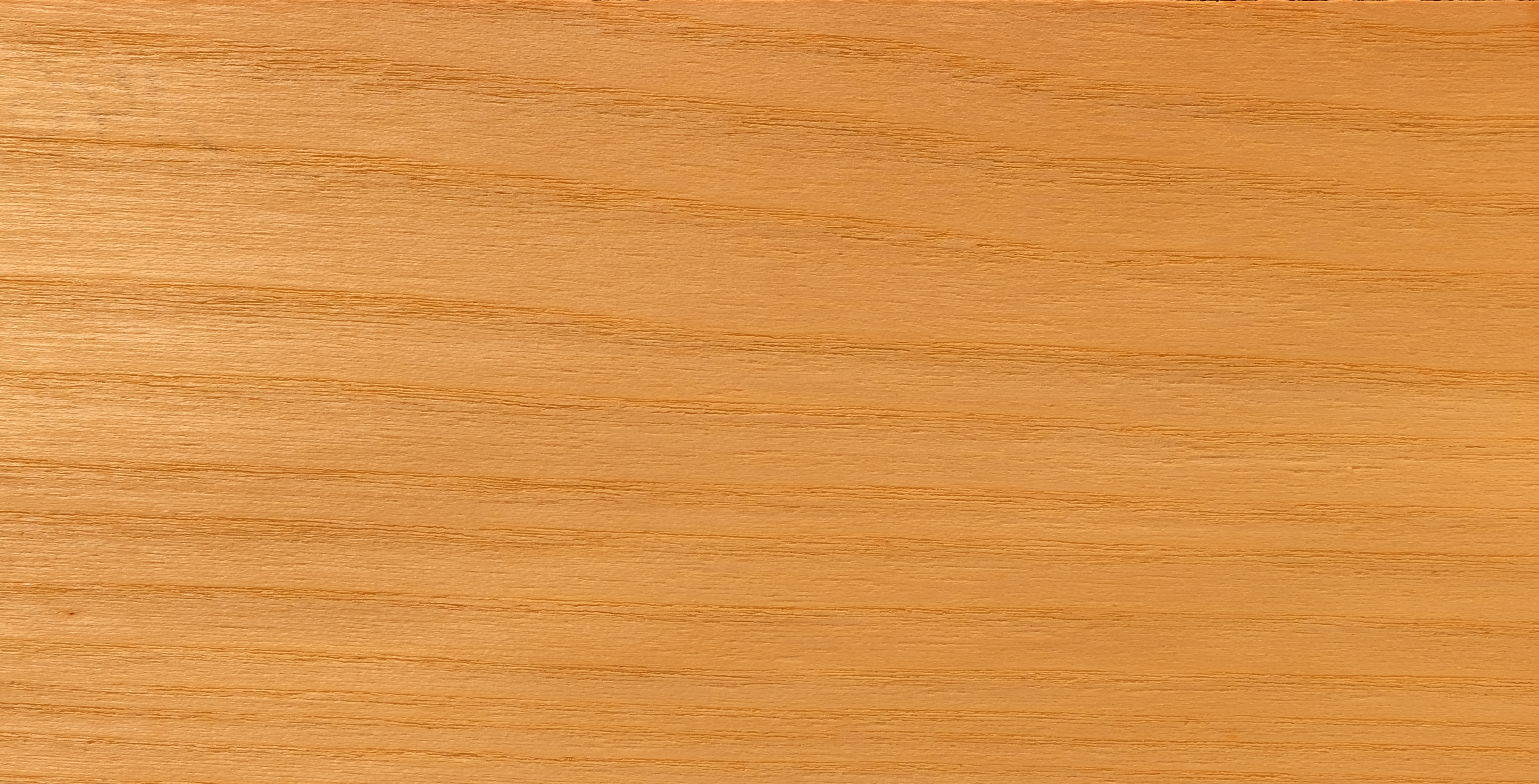
Dřevo břestovce hladkého

## Pěstování a množení
Břestovcům vyhovuje slunné stanoviště a výživná, lehká, hluboká a dobře propustná půda, která může být i vápenatá. 
Břestovce jsou dosti teplomilné a zejména mladší rostliny mohou v zimě namrzat. V chladnějších oblastech je vhodné rostliny chránit před zimním sluncem.
Množí se nejčastěji výsevem stratifikovaných semen. Plody břestovce západního dozrávají v listopadu až prosinci. Pokud jsou sklizené před plnou zralostí, stačí je stratifikovat půl roku a na jaře vysít. Pokud se sklízejí plně dozrálé plody,  je potřeba je smíchat se směsí rašeliny a písku a stratifikovat celý rok. Na jaře se pak čtyři týdny před výsevem osivo přenese do teplého skleníku a nechá naklíčit. Poté se vysévá na chráněný záhon. Kultivary a vzácnější druhy se očkují či roubují na podnože břestovce západního. Břestovec jižní lze množit také letními řízky.